# 蘿倫·瑞德洛夫
蘿倫·瑞德洛夫（英語：Lauren Ridloff，1978年4月6日—）是一位美國女演員。知名演出如2018年起在電視劇《陰屍路》中飾演康妮，以及為自己入圍東尼獎最佳話劇女主角的百老匯戲劇《悲憐上帝的女兒》的主角。2021年，她在漫威電影宇宙超級英雄電影《永恆族》中飾演瑪卡瑞。

## 早期生活和教育
蘿倫·瑞德洛夫出生於伊利諾伊州芝加哥。瑞德洛夫生來听觉障碍。父親雨果（Hugo）是墨西哥裔美國人，在伊利諾大學芝加哥分校擔任顧問，也是名音樂家；母親是非裔美國人，從事藝術家。瑞德洛夫在芝加哥海德公园社區長大。父母一開始認為嬰兒時期的瑞德洛夫只是發育遲緩，但當她兩歲時，才得知女兒失聰。他們和瑞德洛夫一起學習了手語，並讓她進入了聖三一聾啞學校（Holy Trinity School），現在是和平天主教兒童學校（Children of Peace Catholic School）的一部分，這是芝加哥唯一一所針對聾啞和聽障兒童的天主教學校。瑞德洛夫在學校表現優異；13歲時停止使用她的聲音，使人們不再根據她的聲音清晰度來判斷其智力。從天主教學校畢業後，她就讀於華盛頓特區聾人模範中學，加入聾啞和聽力障礙的同齡人的一員。她開始探索藝術，從陶瓷開始，並涉足戲劇，如在學校話劇《綠野仙蹤》中扮演桃樂絲。更參加了啦啦隊，並成為首批參加國際比賽的美國聾啞啦啦隊隊員之一。
瑞德洛夫繼續就讀加州州立大學北嶺分校，這是一所擁有大量聾啞和聽力障礙學生的大學，設有國家聽障中心。主修英語，主力於創意寫作。在大學期間，她加入了當地的聾啞表演團體，並開始跳嘻哈舞。2000年5月畢業後，至國家聽障中心工作，在那參與了一項旨在改善聾啞和聽力障礙學生的中學後教育計劃。她受到兩年前看到的比賽的啟發，同年下半決定參加全國聾人協會比賽的美國聾人小姐比賽。她贏得了伊利諾伊州聾人小姐的初賽，並最終贏得了美國聾人小姐的冠軍。她是連續第二位獲得冠軍的加州州立大學北嶺分校畢業生，也是第一位贏得選美比賽的非裔美國人或墨西哥裔美國人的參賽者。在贏得美國聾人小姐獎後，她開始了為期兩年的參加午餐會和畢業典禮的活動，擔任全國聾人協會的發言人。
瑞德洛夫從加州州立大學北嶺分校畢業後，前往紐約就讀亨特學院學習教育，目標是成為兒童作家。於2005年獲得教育碩士學位後，她開始在曼哈頓347公立學校教幼兒園和一年級。還參與聾人社區劇院和朋友的電影工作。最後為了照顧小孩而辭去教職工作。

## 個人生活
瑞德洛夫2006年與道格拉斯·瑞德洛夫（Douglas Ridloff）結婚，育有兩子，皆是聾啞人士。一家人住在紐約布魯克林區的威廉斯堡。

## 作品列表

### 電影
| 年份 | 標題             | 角色            | 附註 |
| ---- | ---------------- | --------------- | ---- |
| 2017 | 《Sign Gene》    | QIA探員         |      |
| 2017 | 《奇光下的秘密》 | Pearl, The Maid |      |
| 2019 | 《金属之声》     | Diane           |      |
| 2021 | 《永恆族》       | 瑪卡瑞          |      |

### 電視
| 年份    | 標題             | 角色   | 附註                                                    |
| ------- | ---------------- | ------ | ------------------------------------------------------- |
| 2018–22 | 《陰屍路》       | 康妮   | 19集                                                    |
| 2018    | 《吸血鬼后裔》   | Dragon | 單集：〈Some People Just Want to Watch the World Burn〉 |
| 2019    | 《紐約新醫革命》 | Margot | 單集：〈Happy Place〉                                   |
| 2023    | 《被告人》       | Sari   | 單集：〈Ava's Story〉                                   |

### 舞台劇
| 年份 | 標題               | 角色         | 附註 |
| ---- | ------------------ | ------------ | ---- |
| 2018 | 《悲憐上帝的女兒》 | Sarah Norman |      |

## 外部連結
- 互聯網百老匯資料庫（IBDB）上蘿倫·瑞德洛夫的資料（英文）
- 蘿倫·瑞德洛夫在互联网电影资料库（IMDb）上的資料（英文）